# William Wegman

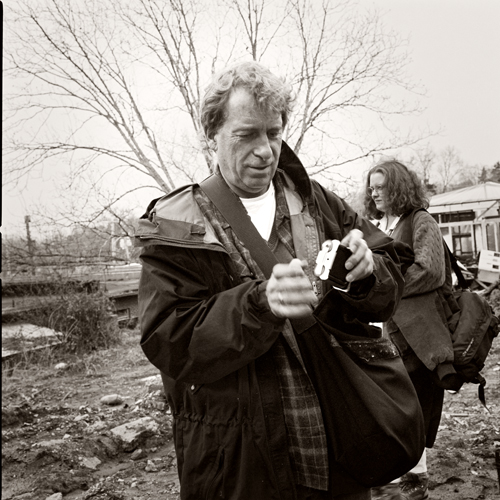
William Wegman 2006

William Wegman (* 1943 in Holyoke, Massachusetts) ist ein US-amerikanischer Fotograf, der mit Weimaranern (Hunden) arbeitet und sie als Models ablichtet und surrealistisch darstellt. Man Ray und Fay waren seine bekanntesten Hunde, mit ihnen hat er Preise gewonnen. U.a. hat er für die Sesamstrasse gearbeitet. Alphabet Soup, Mother Goose und noch viele weitere Filme bzw. Serien hat er für die Öffentlichkeit entwickelt und immer spielen die Hunde die Hauptrolle. Polaroids und mein Leben mit Fay sind bekannte Bücher.
William Wegman war Teilnehmer der Documenta 5 in Kassel im Jahr 1972 und auch auf der Documenta 6 im Jahr 1977 als Künstler vertreten.

## Filmographie (Auswahl)
- Dog Duet (1974)
- Dog Baseball (1986)
- New Order: Substance (1989)
- Alphabet Soup (1995)
- The Hardly Boys in Hardly Gold (1996, gezeigt beim Sundance Festival)
- Farm Days
- Fay
- How Do You Get to MoMaQns?
- Milk/Floor (veröffentlicht in Selected Video Works 1970-78)
- Stomach Song (veröffentlicht in Selected Video Works 1970-78)
- Randy's Sick (veröffentlicht in Selected Video Works 1970-78)
- Pocketbook Man (veröffentlicht in Selected Video Works 1970-78)
- Talking Fish (veröffentlicht in Selected Video Works 1970-78)
- Out and In (veröffentlicht in Selected Video Works 1970-78)
- Rage and Depression (veröffentlicht in Selected Video Works 1970-78)
- Massage Chair (veröffentlicht in Selected Video Works 1970-78)
- Crooked Finger/Crooked Stick (veröffentlicht in Selected Video Works 1970-78)
- Deodorant (veröffentlicht in Selected Video Works 1970-78)
- Growl (veröffentlicht in Selected Video Works 1970-78)
- Spelling Lesson (veröffentlicht in Selected Video Works 1970-78)
- Drinking Milk (veröffentlicht in Selected Video Works 1970-78)
- Starter (veröffentlicht in Selected Video Works 1970-78)
- Bad Movies (veröffentlicht in Selected Video Works 1970-78)
- House for Sale (veröffentlicht in Selected Video Works 1970-78)
- Horseshoes (veröffentlicht in Selected Video Works 1970-78)

## Publikationen
- Hello Nature Prestel, 2012. Texts by Kevin Salatino, Diana Tuite, and William Wegman.
- Funney Strange Yale University Press, 2006. Texts by Joan Simon and William Wegman
- How Do You Get to MOMAQNS? New York: Museum of Modern Art, 2002.
- William Wegman Polaroids: New York: Harry N. Abrams, 2002.
- Fay New York: Hyperion, 1999.
- William Wegman: Fashion Photographs New York: Harry N. Abrams, 1999. Text by William Wegman and Ingrid Sischy.
- Field Guide to North America and to Other Regions Venice, California: Lapis, 1993; Französischsprachige Ausgaben: Le Havre, France: Editions Flux, 2004. übersetzt von Heather Allen und Pierre Guislain.
- William Wegman: Paintings, Drawings, Photographs, Videotapes Kunz, Martin, ed. New York: Harry N. Abrams, 1990. Texte von Martin Kunz, Alain Sayag, Peter Schjeldahl, William Wegman, Peter Weiermain, und David Ross.
- Everyday Problems: William WegmanNew York: Brightwater, 1984.
- $19.84 Buffalo New York: Center for the Exploratory and Perceptual Arts, 1984.
- Man's Best Friend New York: Harry N. Abrams, 1982, 1999. Texte von William Wegman und Laurance Wieder.
- William Wegman: Drawings, 1973-1997 von William Wegman, Frédéric Paul F.R.A.C. du Limousin, France
- William Wegman: L'oeuvre Photographique, 1969-1976Limoges : Fonds regional d'art contemporain Limousin, 1993.

## Kinderbücher
- Flo & Wendell New York: Dial Books for Young Readers, 2013.
- Dress Up Batty New York: Hyperion Books for Children, 2004.
- Chip Wants a Dog New York: Hyperion Books for Children, 2003; London: Turnaround, 2003.
- William Wegman's Wegmanology New York: Hyperion Books for Children, 2001; London: Turnaround, 2001.
- The Night Before Christmas New York: Hyperion Books for Children, 2000; London: Turnaround, 2001. Texte von Clement Clarke Moore.
- Surprise Party New York: Hyperion Books for Children, 2000; London: Turnaround, 2001. Französischsprachige Edition: Joyeux Anniversaire. Paris: Editions Seuil Jeunesse, 2001.
- William Wegman's Pups New York: Hyperion Books for Children, 1999; London: Turnaround, 1999.
- Baby Book San Francisco: Chronicle, 1999. French-language edition: Le Livre de Bébé. Paris: Editions Seuil Jeunesse, 1999.
- What Do You Do? New York: Hyperion Books for Children, 1999.
- My Town New York: Hyperion Books for Children, 1998; Scholastic 1999.
- William Wegman's Farm Days: or How Chip Learnt an Important Lesson on the Farm, or a Day in the Country, or Hip Chip's Trip, or Farmer Boy New York: Hyperion Books for Children, 1997; Scholastic, 1998.
- Puppies New York: Hyperion Books for Children, 1997.
- William Wegman's Mother Goose New York: Hyperion Books for Children, 1996.
- Triangle, Square, Circle New York: Hyperion Books for Children, 1995.
- 1, 2, 3 New York: Hyperion Books for Children, 1995.
- ABC New York: Hyperion Books for Children, 1994.
- The Making of Little Red Riding Hood New York: Whitney Museum of American Art, 1994.
- Cinderella New York: Hyperion Books for Children, 1993, 1999; New York: Scholastic, 1996. Deutschsprachige Edition: München: Schirmer/Mosel, 1993. Texte von Carole Kismaric und Marvin Heiferman.
- Little Red Riding Hood New York: Hyperion Books for Children, 1993, 1999. Texte von Carole Kismaric and Marvin Heiferman. Deutschsprachige Edition: Rotkäppchen. München: Schirmer/Mosel, 1994; Spanischsprachige Edition: Caperucita Rojer. Barcelona: Ediciones B., 2000.

## Tonträger
Bisher fotografierte Wegman Motive für Schallplattencover und CD-Booklets folgender Künstler:
- The B-52’s: Whammy (1983)
- Extrabreit: Europa (1983)
- The Pogues: Best of the Pogues (1991)
- Nelson: Because They Can (1995)
- Sonia Dada: Lay Down and Love It Live (2001)